# لیو تایلر
لیو روندگرن تایلر (انگلیسی: Liv Rundgren Tyler؛ زادهٔ لیو روندگرن؛ ۱ ژوئیهٔ ۱۹۷۷) بازیگر آمریکایی است. او بیشتر برای به تصویر کشیدن نقش آرون در مجموعه فیلم‌های ارباب حلقه‌ها (۲۰۰۱–۲۰۰۳) معروف است. تایلر حرفهٔ خود را در ۱۴ سالگی به عنوان مدل آغاز کرد. او سپس به بازیگری روی آورد و برای نخستین بار در فیلم سقوط خاموش ایفای نقش کرد؛ سپس با ایفای نقش اصلی در سنگین و سوابق امپراتور (هر دو در ۱۹۹۵) و همچنین آن کاری که می‌کنی! و زیبایی ربوده‌شده (هر دو در ۱۹۹۶) به شناخت بیشتری از سوی منتقدان دست یافت. او سپس در فیلم‌هایی نظیر اختراع ابوت‌ها (۱۹۹۷)، آرماگدون (۱۹۹۸)، اقبال کلوچه و آنگین (هر دو در ۱۹۹۹)، دکتر تی و زنان (۲۰۰۰) و یک شب در مک‌کول (۲۰۰۱) ظاهر شد.
به دنبال موفقیت در ارباب حلقه‌ها تایلر در فیلم‌های گوناگونی نظیر دختر جرسی (۲۰۰۴)، جیم تنها و بیکس (۲۰۰۵)، بر من حکمرانی کن (۲۰۰۷)، غریبه‌ها، هالک شگفت‌انگیز (هر دو در ۲۰۰۸)، سوپر (۲۰۱۰)، ایستگاه فضایی ۷۶ (۲۰۱۴)، وحشی (۲۰۱۸) و به‌سوی ستارگان (۲۰۱۹) ظاهر شد. غیر از فعالیت سینمایی، او در مجموعه‌هایی نظیر درام بازماندگان (۲۰۱۴–۲۰۱۷) از اچ‌بی‌او و مجموعهٔ درام دوره‌ای باروت (۲۰۱۷) از بی‌بی‌سی وان ایفای نقش کرده‌است.
تایلر از سال ۲۰۰۳ به عنوان سفیر حسن نیت یونیسف در ایالات متحده و سخنگوی خط عطر و لوازم آرایشی و بهداشتی ژیوانشی مشغول به کار بوده‌است. او دختر استیون تایلر و ببه بیول است؛ اگرچه او رابطه بسیار نزدیکی با پدرخواندهٔ خود، تاد راندگرن، نیز دارد.

## زندگی هنری

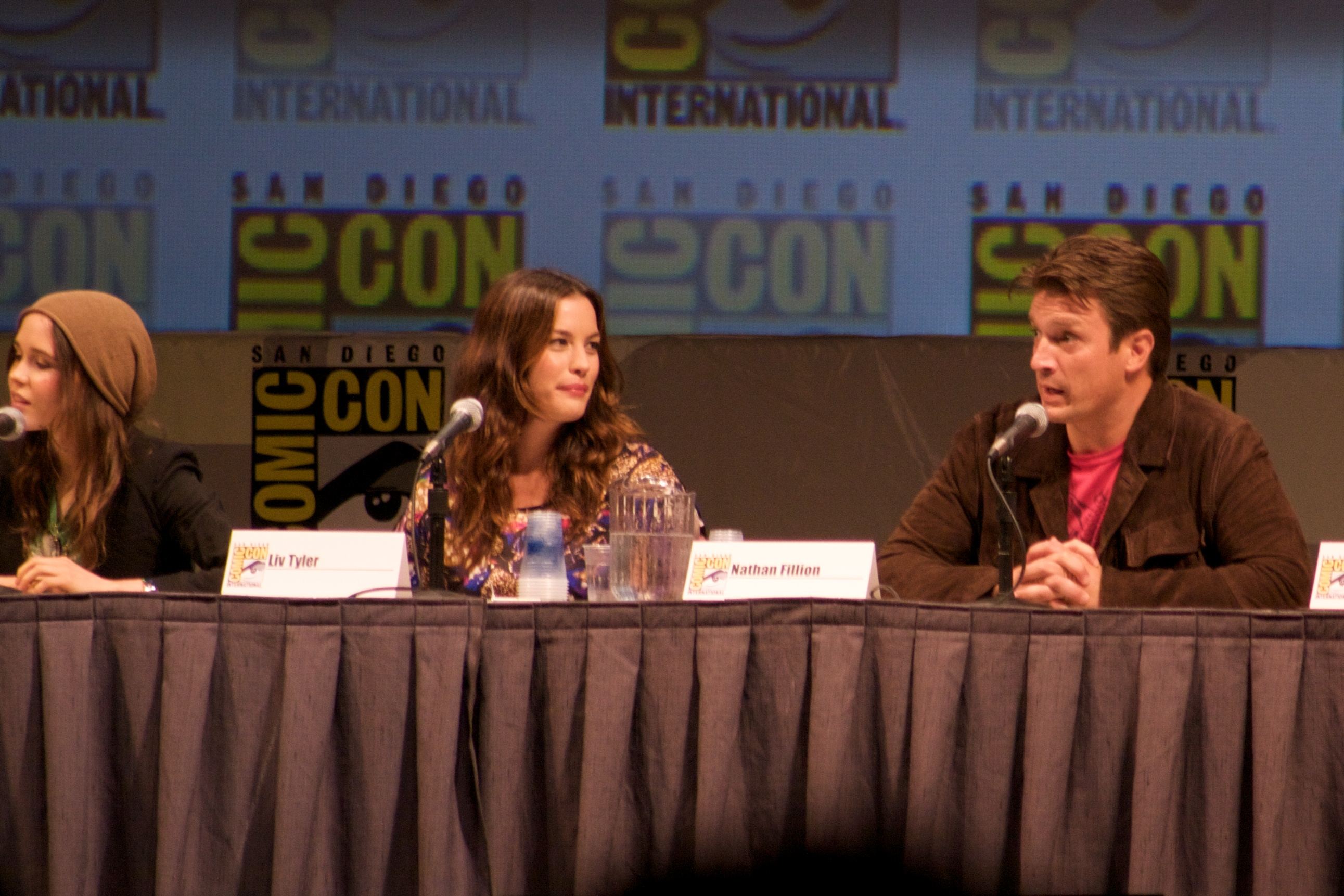
لیو تایلر در سال ۲۰۱۰

تایلر در ۱۴ سالگی وارد حرفهٔ مدل شد، اما تنها پس از یک سال تصمیم گرفت که بر بازیگری تمرکز کند.
نخستین حضور او در یک فیلم در سال ۱۹۹۴ در سقوط خاموش بود. پس از آن در نقش‌های مکمل در اثرهای امپراتوری (۱۹۹۵) سنگین (۱۹۹۶) و آن چیزی که تو انجام دادی (۱۹۹۶) ظاهر شد. تایلر بعدها به خاطر بازی در نقش اصلی سرقت زیبایی (۱۹۹۶) از نگاه منتقدان شناخته شد. او این رویه را با بازی در نقش‌های مکمل شامل اختراع ابوت‌ها (۱۹۹۷) و شانس شیرینی (۱۹۹۹) ادامه داد.
تایلر در نتیجهٰ بازی در نقش آرون (یک دوشیزه الف) در سه‌گانه ارباب حلقه‌ها در جهان شناخته شد. او در یک سری از فیلم‌ها متفاوت مانند کمدی سال ۲۰۰۴، دختر جرسی، فیلم مستقل جیم دلتنگ (۲۰۰۵)، درام بر من حکمرانی کن (۲۰۰۷) و فیلم‌های استودیویی پرفروشی مانند آرماگدون (۱۹۹۸)، غریبه‌ها (۲۰۰۸) و هالک شگفت‌انگیز (۲۰۰۸) به ایفای نقش پرداخته‌است.
از سال ۲۰۰۳ تایلر به عنوان سفیر حسن نیت یونیسف برای ایالات متحده، و سخنگوی ژیوانشی (عطریات و لوازم آرایشی) فعالیت کرده‌است.

## زندگی شخصی
تایلر از سال ۱۹۹۵ تا ۱۹۹۸ با واکین فینیکس، هم‌بازی خود در فیلم اختراع ابوت‌ها در رابطه بود. در سال ۱۹۹۸، تایلر رابطه خود را با رویستون لانگدان، موزیسین بریتانیایی از گروه اسپیس‌هاگ آغاز کرد. آن‌ها در فوریه سال ۲۰۰۱ نامزد شدند و در تاریخ ۲۵ مارس سال ۲۰۰۳ در باربادوس ازدواج کردند. تایلر در تاریخ ۱۴ دسامبر ۲۰۰۴ پسرش مایلو ویلیام لانگدان را به دنیا آورد. در تاریخ ۸ مه سال ۲۰۰۸، این زوج از طریق نمایندگان، تأیید کردند که قصد جدا شدن دارند.
در ژوئن ۲۰۱۰، تایلر اعلام کرد که برای دوستی‌های معمولی و گذرا «بیش از حد حساس» است و افزود «خیلی به ندرت عاشق می‌شوم».
تایلر در سال ۲۰۱۴، دیوید گاردنر بریتانیایی را ملاقات کرد که مدیر ورزش و سرگرمی است. آنها دو فرزند با یک دیگر دارند: یک پسر به نام سِیلِر جین گاردنر (تاریخ تولد ۱۱ فوریه ۲۰۱۵) و یک دختر به نام لولا رز گاردنر (تاریخ تولد ۹ ژوئیه ۲۰۱۶). تایلر کمی بعد از تولد دخترش لولا رُز، به لندن نقل مکان کرد.
تایلر قبلاً گیاهخوار بوده‌است. وی در سال ۲۰۰۳، سخنگوی عطر و لوازم آرایشی برند ژیونشی شد و این برند در سال ۲۰۰۵ یک رایحه رُز را به نام وی نامگذاری کرد که در یکی از عطرهای او استفاده شده بود. در سال ۲۰۰۹، تایلر قرارداد خود به عنوان سخنگوی ژیونشی را دو سال دیگر تمدید کرد. در تاریخ ۸ دسامبر ۲۰۱۱، ژیونشی همکاری میان عطرهای ژیونشی و موسیقی سونی را اعلام کرد. در ویدیویی که ۷ فوریه ۲۰۱۲ منتشر شد، تایلر آهنگ «امشب به تو نیاز دارم» را پوشش داده بود.
تایلر در نیویورک سیتی، مدیتیشن متعالی را آموخت. در دسامبر ۲۰۱۲، وی در یک مراسم شام خیریه برای بنیاد دیوید لینچ شرکت کرد تا مدیتیشن متعالی را برای قشر آسیب‌پذیر جامعه فراهم سازد. تایلر در این مراسم گفت: «این مدیتیشن به من کمک می‌کند که تصمیمات بهتری بگیرم و مادر بهتری باشم، و بتوانم با استرسی که روزانه با زندگی در این دنیای مدرن به آن دچاریم، کنار بیایم. در کل به همه چیز کمک می‌کند.»

## فیلم‌شناسی
| سال  | عنوان                              | نقش                 | توضیحات          | منا.   |
| ---- | ---------------------------------- | ------------------- | ---------------- | ------ |
| ۱۹۹۴ | سقوط خاموش                         | Sylvie Warden       |                  | [ ۲ ]  |
| ۱۹۹۵ | سنگین                              | Callie              |                  | [ ۳ ]  |
| ۱۹۹۵ | سوابق امپراتور                     | Corey Mason         |                  | [ ۴ ]  |
| ۱۹۹۶ | زیبایی ربوده‌شده                    | Lucy Harmon         |                  | [ ۵ ]  |
| ۱۹۹۶ | آن کاری که می‌کنی!                  | Faye Dolan          |                  | [ ۶ ]  |
| ۱۹۹۷ | اختراع ابوت‌ها                      | Pamela Abbott       |                  | [ ۷ ]  |
| ۱۹۹۷ | دور برگردان                        | Girl in Bus Station | حضور افتخاری     | [ ۸ ]  |
| ۱۹۹۸ | آرماگدون                           | Grace Stamper       |                  | [ ۹ ]  |
| ۱۹۹۹ | پلانکت و مک‌لین                     | Lady Rebecca Gibson |                  | [ ۱۰ ] |
| ۱۹۹۹ | اقبال کلوچه                        | Emma Duvall         |                  | [ ۱۱ ] |
| ۱۹۹۹ | آنگین                              | Tatyana Larina      |                  | [ ۱۲ ] |
| ۲۰۰۰ | دکتر تی و زنان                     | Marilyn             |                  | [ ۱۳ ] |
| ۲۰۰۱ | یک شب در مک‌کول                     | Jewel               |                  | [ ۱۴ ] |
| ۲۰۰۱ | ارباب حلقه‌ها: یاران حلقه           | آرون آندومیل        |                  | [ ۱۵ ] |
| ۲۰۰۲ | ارباب حلقه‌ها: دو برج               | آرون آندومیل        |                  | [ ۱۶ ] |
| ۲۰۰۳ | ارباب حلقه‌ها: بازگشت پادشاه        | آرون آندومیل        |                  | [ ۱۷ ] |
| ۲۰۰۴ | دختر جرسی                          | مایا                |                  | [ ۱۸ ] |
| ۲۰۰۵ | جیم بی‌کس                           | انیکا               |                  | [ ۱۹ ] |
| ۲۰۰۷ | بر من حکمرانی کن                   | Dr. Angela Oakhurst |                  | [ ۲۰ ] |
| ۲۰۰۸ | آسفیکسی                            | Clare Cooper        |                  | [ ۲۱ ] |
| ۲۰۰۸ | غریبه‌ها                            | Kristen McKay       |                  | [ ۲۲ ] |
| ۲۰۰۸ | هالک شگفت‌انگیز                     | Betty Ross          |                  | [ ۲۳ ] |
| ۲۰۱۰ | سوپر                               | سارا                |                  | [ ۲۴ ] |
| ۲۰۱۱ | لبه                                | شانا                |                  | [ ۲۵ ] |
| ۲۰۱۲ | ربات و فرانک                       | Madison Weld        |                  | [ ۲۶ ] |
| ۲۰۱۴ | جیمی مارکس مرده‌است                 | Linda McCormick     |                  | [ ۲۷ ] |
| ۲۰۱۴ | ایستگاه فضایی ۷۶                   | Jessica Marlowe     |                  | [ ۲۸ ] |
| ۲۰۱۸ | وحشی                               | Ellen Cooper        | همچنین تهیه‌کننده | [ ۲۹ ] |
| ۲۰۱۹ | به‌سوی ستارگان                      | Eve McBride         |                  | [ ۳۰ ] |
| ۲۰۲۱ | بیدار شدن                          | خودش                | راوی             | [ ۳۱ ] |
| ۲۰۲۵ | کاپیتان آمریکا: دنیای نو شگفت‌انگیز | بتی راس             |                  |        |